# Calomyscus grandis
Calomyscus grandis là một loài động vật có vú trong họ Calomyscidae, bộ Gặm nhấm. Loài này được Schlitter & Setzer mô tả năm 1973.